# 폭스바겐 아테온

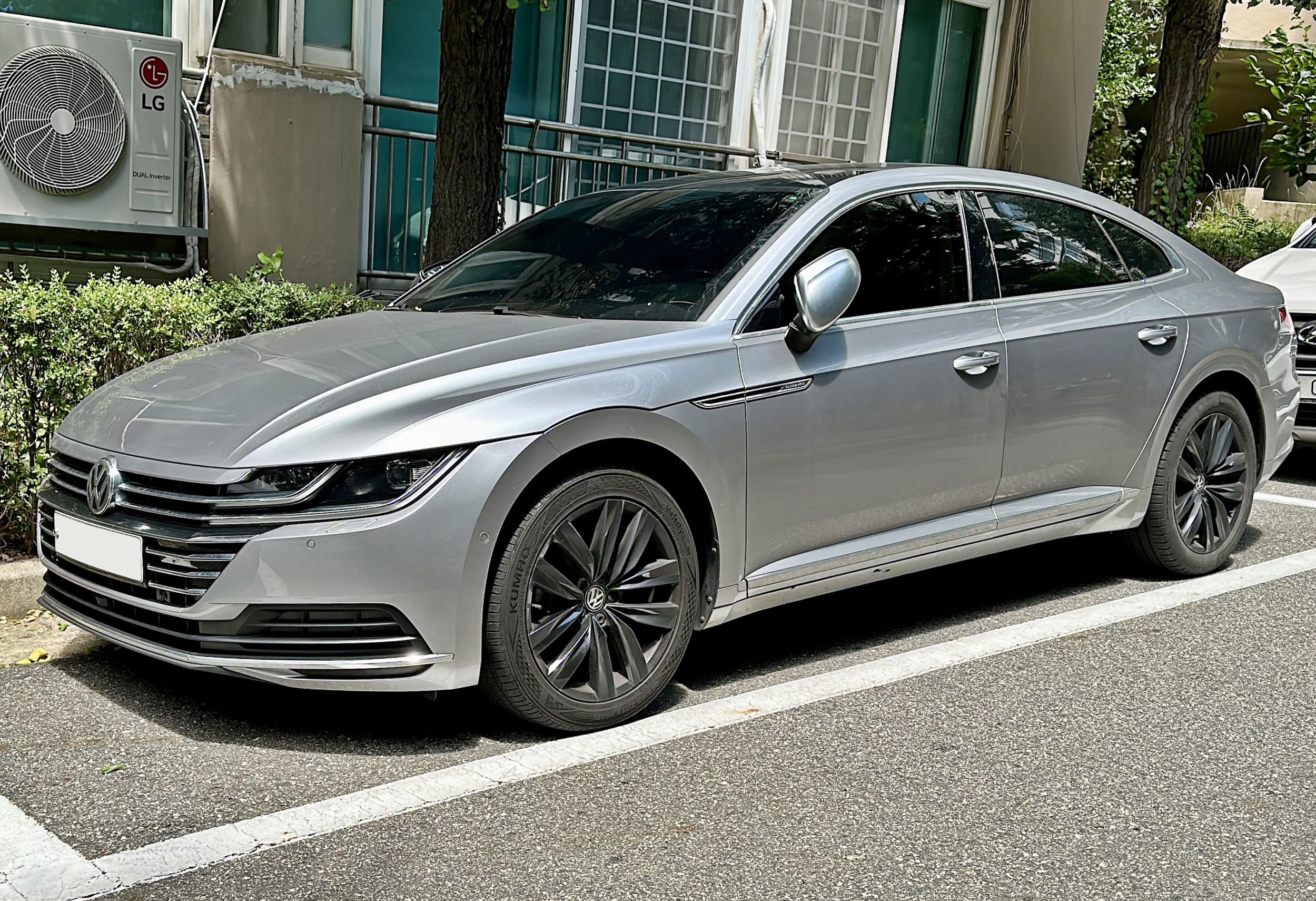
폭스바겐 아테온 정측면

폭스바겐 아테온(Volkswagen Arteon)은 폭스바겐의 중형 패스트백 모델이다. 

## 개요

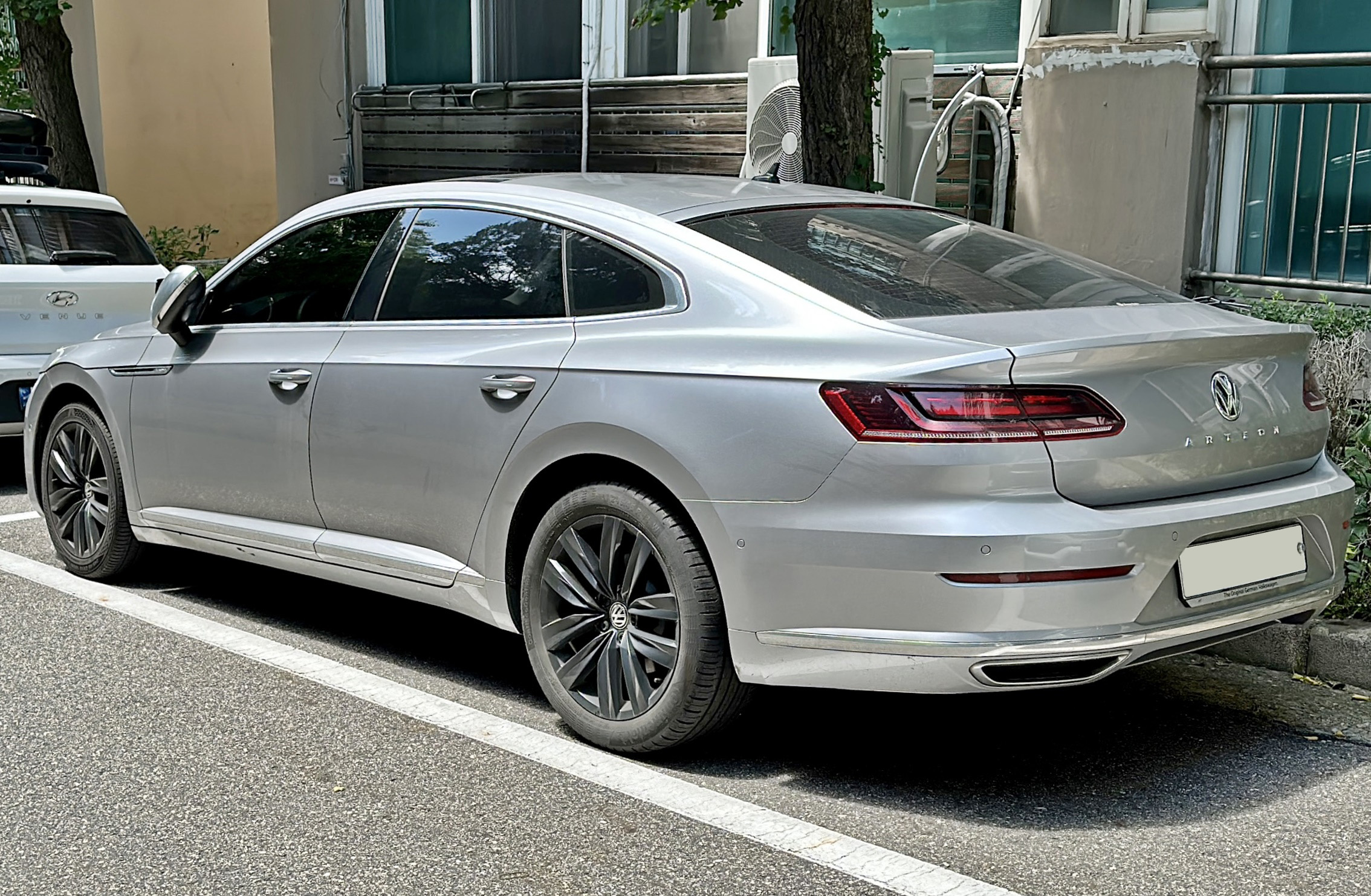
폭스바겐 아테온 후측면

중국을 제외한 전 세계의 폭스바겐의 기함으로 페이톤의 빈자리를 채우며, 중국에서는 CC의 2세대 모델로 판매된다. CC의 뒤를 잇는 모델이지만, CC보다 전장이 길고 한 단계 윗급을 지향한다는 점에서 E세그먼트이고 CC의 후속이 아니라고 보는 견해도 있다. 2017년 3월에 제네바 모터쇼에서 공개되어 같은해 6월부터 판매를 시작했다. 폭스바겐의 MQB 플랫폼을 기반으로 한다. 대한민국에서는 2018년 12월 3일에 2.0 TDI 전륜구동 사양이 정식 출시되었다. 이후 2020년에 4모션 트림이 추가되었다. 2020년 6월에 페이스리프트를 거쳐 왜건 버전 슈팅브레이크와 고성능 버전 R이 공개되었다. 

## 같이 보기
- 기아 스팅어